# Alex Meret
Alex Meret   (Udine, 22 de març de 1997) és un futbolista italià. Juga de porter i el seu equip actual és la SSC Napoli de la Sèrie A d'Itàlia.

## Trajectòria

### Udinese i cessió a l'SPAL
Es va formar al planter del club principal de la seva ciutat natal, l'Udinese Calcio. La temporada 2015-16 va ser agregat al primer equip del club friulà com a segon d'Orestis Karnezis. El seu debut com a professional es va produir el 2 de desembre de 2015, als 18 anys, en el partit de la quarta ronda de la Copa d'Itàlia contra l'Atalanta (guanyat 3 a 1 per l'Udinese). Va jugar també el partit següent del torneig, amb derrota per 2 a 1 contra la Lazio de Roma.
L'estiu de 2016 va ser cedit a l'SPAL de Ferrara, acabat d'ascendir a la Serie B. Va debutar en la jornada inaugural, el 27 d'agost de 2016, contra el Benevent (2:0 per al club de la Campània). Va guanyar el lloc de titular i va totalitzar 32 presències (2 en Copa Itàlia i 30 en Sèrie B).
La temporada següent la cessió a l'SPAL va ser renovada; no obstant això, Meret no va poder jugar durant la primera part de la temporada a causa d'una operació d'engonal. Va tornar al camp el 28 de gener de 2018, en la jornada 22, davant l'Inter de Milà (1:1). El 21 d'abril del mateix any va acabar la seva temporada, a causa d'una lesió a l'espatlla patida en el partit contra la Roma.

### Napoli
Tornat a l'Udinese, el 5 de juliol de 2018 va fitxar pel Napoli, per 22,5 milions d'euros. En la pretemporada, es va lesionar durant un entrenament, quan va patir una fractura desplaçada del cúbit del braç esquerre.

## Internacional
Ha estat internacional amb la selecció de futbol d'Itàlia en les categories sub-16, sub-17, sub-18, sub-19 i sub-16. El 18 de març de 2017 va ser convocat per primera vegada a la selecció major per Giampiero Ventura. El 18 de novembre de 2019 va debutar amb l'absoluta entrant en els últims minuts de la victòria italiana per 9-1 davant Armènia en la classificació per l'Eurocopa 2020.

## Palmarès
SPAL
- 1 Serie B: 2016-17

SSC Napoli
- 1 Serie A: 2022-23[16]
- 1 Copa italiana: 2019-20

Selecció italiana
- 1 Eurocopa: 2020